# Nicolas Chambon
Pour les articles homonymes, voir Chambon.
Nicolas Chambon dit Nicolas Chambon  de Montaux né à Breuvannes-en-Bassigny (Haute-marne) le 21 septembre 1748 et mort à Paris le 2 novembre 1826, est un médecin et maire de Paris  du 1er décembre 1792 au 2 février 1793.

## Famille
Né à Breuvannes-en-Bassigny (Haute-marne) le 21 septembre 1748, il est le fils Jean-Baptiste Chambon, chirurgien gradé à Langres et de Marie-Marguerite Froussard,.

Plus tard, Nicolas Chambon fit suivre son patronyme Chambon du nom  « de Montaux » qui était celui  de son trisaïeul maternel Étienne Nicolas Demontaux alias de Montaux, anobli pour sa conduite sur les champs de bataille.
Héritier de la famille de Chambon[réf. nécessaire], Nicolas Chambon de Montaux naît dans un contexte familial très privilégié : châteaux, demeures, hectares de terre sur plusieurs communes de Chambon[Quoi ?].
Il est l'arrière-grand-oncle de Victor Froussard à l'origine de plusieurs recueils de poésies.
Il est un aïeul de Louis Jourdan.
Il épouse le 26 juillet 1791 à Saint-Germain-en-Laye Augustine Épiphane Barbe Bateste. Ils n'eurent pas d'enfants,.

## Carrière

### Médecin à Paris
Nicolas Chambon se décide de bonne heure à embrasser la profession médicale ; à peine sorti du collège de Chaumont, il débute dans la carrière en suivant son père dans ses visites. Il commence dès ce moment à recueillir des notes et des observations qu'on retrouve éparses dans ses manuscrits. Il est envoyé à Paris pour compléter ses études ; puis une fois docteur, il revient à Langres où il n’exerce sans doute que fort peu de temps.
Il est nommé membre associé de la Société royale de médecine le 10 octobre 1780. Il donne des cours publics annoncés dans la presse. 
Nommé en 1786 médecin à l’hôpital de La Salpêtrière à Paris, il remplit ses fonctions avec zèle mais il est destitué en 1790. 
Le 17 septembre 1792, il est nommé à l’inspection des hôpitaux ambulants et sédentaires des armées à Strasbourg et quatre jours plus tard il est nommé premier médecin des armées pour être employé au conseil de santé établi près le département de la Guerre, mais il n’occupe pas ces fonctions.

### Maire de Paris sous la Révolution (décembre 1792-février 1793)
Il s'engage dans la vie politique sous la Révolution. En 1789, il est commissaire pour la proclamation des curés constitutionnels de Paris, administrateur des impositions et des finances de la ville en 1792. Membre de la société des Jacobins. Il est le médecin de Jacques Pierre Brissot.
Candidat présenté par les Girondins pour succéder à Jérôme Pétion de Villeneuve au poste de maire de Paris, il est élu maire de Paris le 1er décembre 1792 et prend ses fonctions le 8 décembre 1792. Le soir même, il réunit les membres de la Convention qui voulaient sauver le roi; la création d'une garde départementale est décidée pour les aider dans leur projet ; mais dès le lendemain le décret du maire est rapporté.
Il succède à Jérôme Pétion de Villeneuve. N'ayant accepté cette tâche qu'à contre-cœur, il consacre cette mission avec énormément d'énergie. Honnête et convaincu par l'idéal social, il met en œuvre une politique sociale de soin des Parisiens grâce à ses amis médecins.
Il a confiance dans un meilleur avenir social pour le pays, il a tout sacrifié à cet idéal, et ne se décourage jamais, fidèle à la devise de sa famille et se consacra alors à l'écriture. « Il y a peut-être en cela quelque mérite » juge-t-il lui-même.
Dès lors les difficultés s'accumulent pour lui. Il lutte en vain pendant deux mois pour assurer l'ordre et protéger le roi. Presque aussitôt après l'exécution de Louis XVI, vaincu par les progrès du parti de la Montagne, il abandonne ses fonctions, le 4 février 1793.
Il échappe à son arrestation à domicile le soir de sa démission et se rend à Blois où il est reconnu et arrêté avec sa femme. le 9 thermidor leur sauve la vie et leur rend la liberté.

### Médecin à Blois
À Blois, il se remet à la médecine et reprend ses travaux de rédaction d’ouvrages de médecine.

### Retour à Paris
Sa descendance apparaît dans les registres d'état-civil de l'Aube et la Seine-et-Marne, ayant fui Paris après sa démission. Son fils notamment a fait affaire dans les chemins de fer en Angleterre au début des années 1800 et s'est marié avec une Anglaise du nom d'Émily Alpin Millicent. Revenant par la suite en France, ses enfants ont porté le double nom Chambon-de-Montaux Millicent. Son père, désormais grand-père, ayant lui-même écrit des lettres signées Chambon-Millicent en hommage à ses petits-enfants et aux légendes arthuriennes.
Adolphe Thiers le cite avec maladresse dans une de ses œuvres en faisant une confusion avec le député de Lozère qui fut tué en 1793.
Son fils, de retour en France, travailla dans les chemins de fer, il est inscrit au registre du personnel de la Compagnie des chemins de fer de l'Est.
Cité par l'académicien Hippolyte Taine dans un de ses ouvrages sur l'histoire de Paris.
En 1803, il essaie d’obtenir un poste de médecin à l’hôpital de Blois, mais la place et le logement qu'il espère ne lui sont pas accordés ; il se décide alors à rentrer à Paris où, très retiré, il continue à travailler à la rédaction de ses nombreux ouvrages et vit péniblement des revenus d’une modeste clientèle. Il meurt à Paris le 2 novembre 1826.

## Œuvres
- Des maladies de la grossesse, Paris, 1785 (GoogleBooks).
- Des maladies des femmes, Paris, 1784 (présentation en ligne).
- Traité de la fièvre maligne simple et des fièvres compliquées de malignité, Paris, 1787 (description en ligne, GoogleBooks.
- Traité de l'anthrax ou de la postule maligne, Neuchâtel et Paris, Belin, 1781 (présentation sur Europeana ; GoogleBooks).
- Des maladies des filles : pour servir de suite aux Maladies des femmes, Paris, 1785.
- Moyens de rendre les hôpitaux plus utiles a la nation, Paris, 1787: livre dont la publication est annoncée dans le Journal de Paris du 13 décembre 1787, en ligne (Description sur Europeana).

## Anecdotes
Sa femme, Augustine Bateste, institutrice, proposera un procédé d'amélioration des chaufferettes à eau bouillante   appelées les augustines.
Adolphe Thiers le confond dans un de ses ouvrages avec le député de Lozère qui fut tué en 1793.[réf. nécessaire] Il est cité par l'académicien Hippolyte Taine dans un de ses ouvrages sur l'histoire de Paris.[réf. nécessaire]